# Otorehinaiti (rivière)
La rivière Otorehinaiti  (anglais : Otorehinaiti River) est un cours d’eau du nord-ouest de la région de Hawke's Bay dans l’Île du Nord de la Nouvelle-Zélande, dans le District de Hastings, et un affluent du fleuve Mohaka.

## Géographie
Elle s’écoule vers le nord-ouest à partir du Parc Forestier de Kaweka pour atteindre le fleuve Mohaka.